# Francisco Latzina

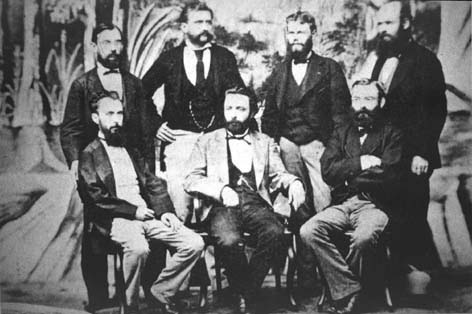
Argentinische Akademie der Wissenschaften 1876, Latzina sitzt in der Mitte

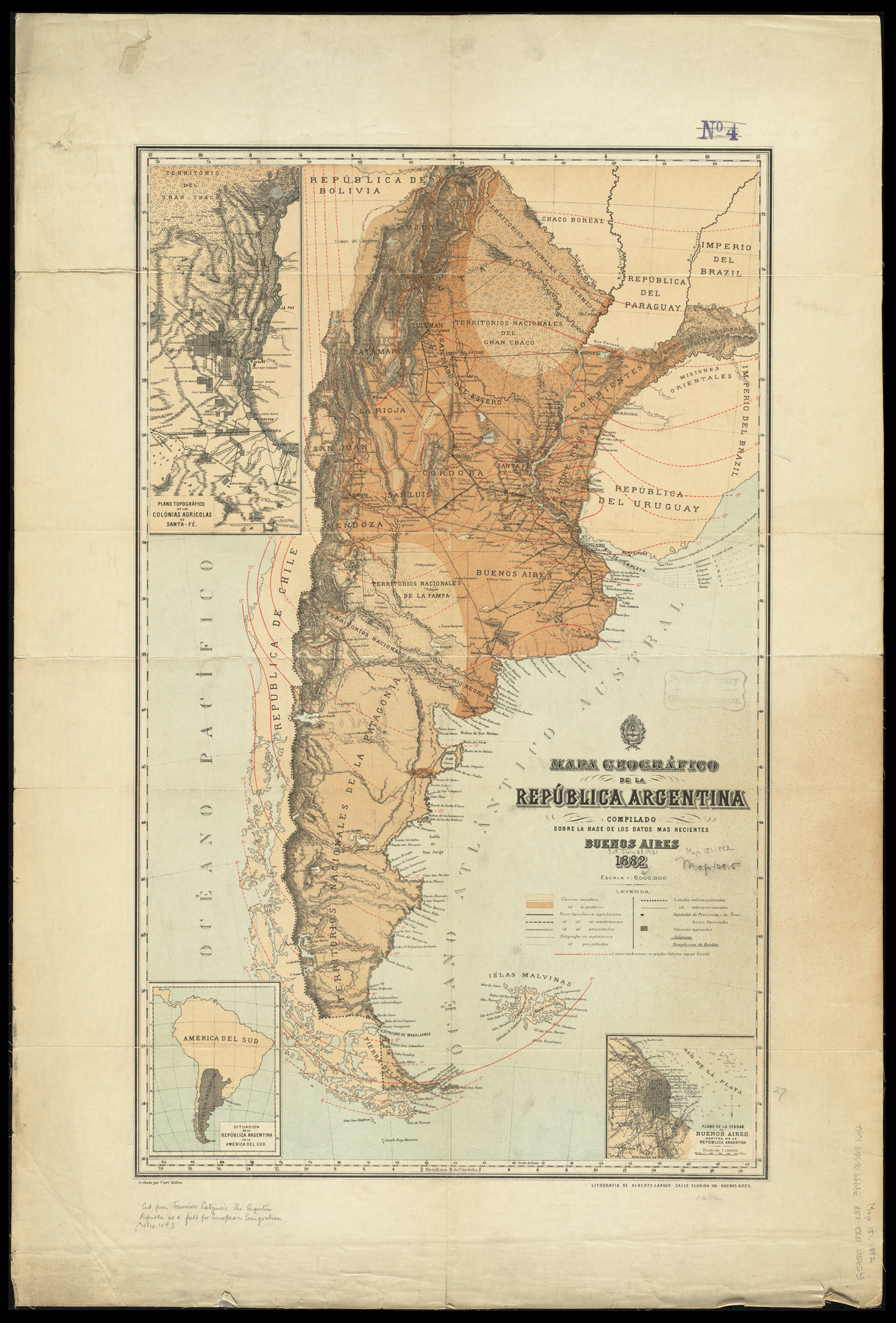
Karte von Argentinien von Francisco Latzina, 1882

Francisco Latzina, auch Franz Latzina, (* 2. April 1845 Brünn, Mähren; † 7. Oktober 1923 in Buenos Aires) war ein österreichisch-argentinischer Mathematiker und Statistiker.
Latzina besuchte die Marineakademie Fiume, wurde Marineoffizier und im Dänischen Krieg von 1864 schwer verwundet. Er wandte sich dem Studium von Mathematik und Astronomie zu. Vorübergehend tat er wieder Dienst in der österreichischen Marine, schied aber 1871 aus Gesundheitsgründen aus, nachdem er nochmals nach Amerika gereist war. Er wanderte nach Argentinien aus und lehrte von 1871 bis 1873 am Colegio Nacional in Catamarca, war 1873 bis 1875 am Observatorium in Córdoba und 1875/76 an der Bergbauschule in Catamarca. 1876 wurde er Professor für Mathematik an der Universität Córdoba und 1892 am Colegio Nacional in Buenos Aires. Ab 1910 war er außerdem Professor für Handelsgeographie an der höheren Handelsschule in Buenos Aires. 1916 ging er in den Ruhestand.
Außerdem war er ab 1881 Generaldirektor des nationalen Statistikamts und gab dessen Jahrbücher heraus. Er veröffentlichte viel in Zeitschriften zu Mathematik, Astronomie, Statistik, Wirtschaft und Geographie.

## Schriften
- La República Argentina como destino de emigración europea, 1883 (auch in Deutsch, Französisch, Englisch und Italienisch erschienen)
  - Deutsche Ausgabe: Die Argentinische Republik als Ziel der europäischen Auswanderung: statistisch-geographische Uebersicht über das Land und seine Hülfsquellen von allen Gesichtspunkten aus betrachtet, Buenos Aires: La Union von Stiller & Laass, 1883
- Géographie de la République Argentine, Buenos Aires 1890
- Diccionario Geográfico Argentino, Buenos Aires, Compañía Sud-Americana de Billetes de Banco 1891, 3. Auflage 1899, Supplementband 1908
- La Argentina considerada en sus aspectos físico, social, economico, Buenos Aires 1902